# Liste der Stolpersteine in Koblenz
Die Liste der Stolpersteine in Koblenz gibt eine Übersicht über die vom Künstler Gunter Demnig verlegten Stolpersteine in der Stadt Koblenz. Die Aktionen des Künstlers werden vom „Förderverein Mahnmal für die Opfer des Nationalsozialismus in Koblenz e. V.“ unterstützt, auf dessen Initiative auch die Errichtung des gleichnamigen Mahnmals in Koblenz zurückgeht. Federführend für die Recherche, Koordination und Finanzierung des Gedenkprojekts ist die „Christlich-Jüdische Gesellschaft für Brüderlichkeit Koblenz e. V.“ Die erstmalige Verlegung von Stolpersteinen fand am 27. Januar 2007 statt. Seitdem wurden in neun Verlegeaktionen 100 der Stolpersteine für verfolgte Personen (plus ein allgemeiner Stolperstein) in die Straßen von Koblenz eingelassen, zuletzt am 13. November 2014.

## Erklärung
- Adresse: Nennt den Ort des Stolpersteins
- Datum: Nennt das Datum, an dem der Stolperstein verlegt wurde
- Name: Nennt den Namen des Verfolgten
- Geboren: Nennt das Geburtsdatum des Verfolgten
- Deportation und Tod: Nennt Daten zu Deportation und Tod
- Bild: Bild des Stolpersteins (falls vorhanden)

Hinweis: Die Liste ist sortierbar. Durch Anklicken eines Spaltenkopfes wird die Liste nach dieser Spalte sortiert, zweimaliges Anklicken kehrt die Sortierung um. Durch das Anklicken zweier Spalten hintereinander lässt sich jede gewünschte Kombination erzielen.

## Stolpersteine
| Adresse                                                   | Datum             | Name                                    | Geboren            | Deportation und Tod | Bild |
| --------------------------------------------------------- | ----------------- | --------------------------------------- | ------------------ | --- | ---- |
| An der Liebfrauenkirche 11                                | 24. November 2007 | Flora Daniel geb. Strauß                |                    | |      |
| An der Liebfrauenkirche 11                                | 24. November 2007 | Juliane Daniel                          |                    | |      |
| An der Liebfrauenkirche 11                                | 24. November 2007 | Otto Daniel                             |                    | |      |
| Bahnhofstraße 23                                          | 27. Januar 2007   | Berta Schönewald geb. Goldstein         | 1884               | 1942 deportiert nach Izbica, ermordet in Sobibor |      |
| Bismarckstraße 6a                                         | 27. August 2011   | Georg Krämer                            | 1872               | Georg Krämer war Staatsanwalt und Teilnehmer am Ersten Weltkrieg, sodass er nach der Machtübernahme der Nationalsozialisten zunächst unter das sogenannte Frontkämpferprivileg fiel. Nach fortschreitenden Entrechtungen musste er 1942 in ein „Judenhaus“ ziehen. Am 27. Juli 1942 wurde er in das KZ Theresienstadt deportiert, wo er am 1. November 1942 unter ungeklärten Umständen starb. |      |
| Chlodwigstraße 5                                          | 20. Januar 2009   | Edmund Zimmer                           | 23. Mai 1920       | 1937 Einlieferung in die Heil- und Pflegeanstalt Bonn, am 20. Mai 1941 in die Anstalt Andernach verlegt, am 3. Juli 1941 in die Tötungsanstalt Hadamar verlegt und noch am selben Tag vergast |      |
| Deinhardplatz 4                                           | 20. Januar 2009   | Edwin Landau                            | 20. September 1861 | Gedemütigt und entrechtet, 1936 Umzug nach Berlin, dort am 23. Dezember 1941 verstorben |      |
| Deinhardplatz 4                                           | 20. Januar 2009   | Julie Landau geb. Wollheim              | 1870               | Gedemütigt und entrechtet, 1936 Umzug nach Berlin, entgeht der Deportation am 7. Juli 1942 durch Selbstmord |      |
| Dorfplatz Immendorf                                       | 27. Januar 2007   | Eva Michel                              | 1871               | 1942 deportiert nach Izbica, ermordet in Sobibor |      |
| Dorfplatz Immendorf                                       | 25. Mai 2010      | Ferdinand Michel                        | 1879               | 1942 deportiert nach Izbica, dort am 1. Juli 1943 ermordet |      |
| Dorfplatz Immendorf                                       | 27. Januar 2007   | Isaak Michel                            | 1876               | deportiert nach Theresienstadt, dort am 10. November 1942 gestorben |      |
| Dorfplatz Immendorf                                       | 27. Januar 2007   | Rosalina Michel                         | 1881               | 1942 deportiert, ermordet in Lublin |      |
| Dorfplatz Immendorf                                       | 27. Januar 2007   | Sybille Michel                          | 1882               | 1942 deportiert nach Izbica, ermordet in Sobibor |      |
| Emser Straße 269                                          | 12. März 2016     | Antonie Hellendag                       |                    | |      |
| Emser Straße 269                                          | 12. März 2016     | Simon Hellendag                         |                    | |      |
| Emser Straße 269                                          | 12. März 2016     | Eva Salier, geb. Hellendag              |                    | |      |
| Friedrich-Ebert-Ring 8                                    | 25. Mai 2010      | Alma Salomon                            | 1905               | Am 22. März 1942 deportiert nach Izbica, ermordet in Sobibor |      |
| Friedrich-Ebert-Ring 8                                    | 25. Mai 2010      | Arthur Salomon                          | 21. März 1896      | Am 22. März 1942 deportiert nach Izbica, ermordet in Sobibor |      |
| Friedrich-Ebert-Ring 8                                    | 25. Mai 2010      | Ruth Salomon                            | 1933               | Am 22. März 1942 deportiert nach Izbica, ermordet in Sobibor |      |
| Friedrich-Ebert-Ring 12                                   | 24. November 2007 | Rosalie Pfeifer geb. Wollf              | 1872               | Vor Deportation am 27. Juli 1942 Flucht in den Tod |      |
| Friedrich-Ebert-Ring 12                                   | 24. November 2007 | Frieda Emma Wolf geb. Wollf             | 1876               | Vor Deportation am 27. Juli 1942 Flucht in den Tod |      |
| Friedrich-Ebert-Ring 12                                   | 24. November 2007 | Julius Ferdinand Wollf                  | 1871               | Vor Deportation am 27. Juli 1942 Flucht in den Tod, Zur ausführlichen Biografie siehe Julius Ferdinand Wollf |      |
| Friedrich-Ebert-Ring 12                                   | 24. November 2007 | Klara Müller geb. Wollf                 | 1874               | Vor Deportation am 27. Juli 1942 Flucht in den Tod |      |
| Friedrich-Ebert-Ring 12                                   | 24. November 2007 | Max Wollf                               | 1879               | Vor Deportation am 27. Juli 1942 Flucht in den Tod |      |
| Friedrich-Ebert-Ring 39                                   | 13. November 2013 | Beate Bernd                             |                    | |      |
| Friedrich-Ebert-Ring 39                                   | 13. November 2013 | Hans Bernd                              |                    | |      |
| Friedrich-Ebert-Ring 39                                   | 13. November 2013 | Hugo Bernd                              |                    | |      |
| Friedrich-Ebert-Ring 39                                   | 13. November 2013 | Rolf Bernd                              |                    | |      |
| Friedrich-Ebert-Ring 39                                   | 13. November 2013 | Senta Bernd                             |                    | |      |
| Friedrich-Ebert-Ring 43 vor dem Mayen-Koblenzer Kreishaus | 26. Juni 2019     | Paul Schneider                          | 29. August 1897    | Am 27. November 1937 ins KZ Buchenwald gebracht, ebenda 1939 ermordet |      |
| Görgenstraße 6                                            | 27. August 2011   | Alfred Stern                            | 1889               | 1942 deportiert nach Izbica, ermordet 1942 in Sobibor |      |
| Görgenstraße 6                                            | 27. August 2011   | Ida Bertha Stern geb. Salomon           | 1895               | 1942 deportiert nach Izbica, ermordet 1942 in Sobibor |      |
| Görgenstraße 11                                           | 9. Juli 2012      | Alfred Bernd                            |                    | |      |
| Görgenstraße 11                                           | 9. Juli 2012      | Bernhard Bernd                          |                    | |      |
| Görgenstraße 11                                           | 9. Juli 2012      | Else Bernd geb. Dachauer                |                    | |      |
| Görgenstraße 11                                           | 9. Juli 2012      | Johanna Bernd                           |                    | |      |
| Görgenstraße 13                                           | 27. August 2011   | Kurt Rosenblatt                         |                    | |      |
| Gulisastraße 48                                           | 27. Januar 2007   | Leo Wolff                               |                    | |      |
| Gulisastraße 48                                           | 27. Januar 2007   | Rosa Wolff                              |                    | |      |
| Hohenzollernstraße 89                                     | 24. November 2007 | Ella Löwenthal geb. Koppel              |                    | |      |
| Hohenzollernstraße 89                                     | 24. November 2007 | Ellen-Ruth Löwenthal                    |                    | |      |
| Hohenzollernstraße 131                                    | 24. November 2007 | Flora Hermann geb. Rothschildt          |                    | |      |
| Hohenzollernstraße 131                                    | 24. November 2007 | Sally Hermann                           |                    | |      |
| Hüberlingsweg 43                                          | 27. Januar 2007   | Lydia Gritzenko                         | 6. Oktober 1923    | Im Sommer 1942 als Zwangsarbeiterin aus der Ukraine nach Koblenz verschleppt, am 11. Juli 1943 von der Gestapo verhaftet, am 28. August 1943 verschleppt nach Auschwitz und dort ermordet |      |
| Johannes-Müller-Straße 6                                  | 27. Januar 2007   | Hannelore Hermann                       | 12. Juni 1928      | Am 22. März 1942 deportiert nach Izbica, ermordet in Sobibor |      |
| Johannes-Müller-Straße 6                                  | 27. Januar 2007   | Johanna Hermann geb. Meier              | 1890               | Am 22. März 1942 deportiert nach Izbica, ermordet in Sobibor |      |
| Johannes-Müller-Straße 6                                  | 27. Januar 2007   | Leopold Hermann                         | 1884               | Am 22. März 1942 deportiert nach Izbica, ermordet in Sobibor |      |
| Kastorhof 4                                               | 27. Januar 2007   | Adolf Appel                             | 1890               | 1936 Festnahme durch die Gestapo, er verstirbt am 31. Juli 1936 an den Folgen der Misshandlungen |      |
| Kastorstraße 23                                           | 24. November 2007 | Julia Appel                             | 1889               | Flucht nach Hamburg, im Oktober 1941 deportiert nach Łódź, am 20. April 1942 ermordet |      |
| Kastorstraße 23                                           | 24. November 2007 | Max Appel                               | 1891               | Am 7. August 1943 festgenommen, im Oktober 1943 nach Auschwitz deportiert, 1944 dort ermordet |      |
| Kastorpfaffenstraße 3                                     | 24. November 2007 | Eugen Stern                             | 1894               | Deportiert nach Auschwitz, 1944 dort ermordet |      |
| Kastorpfaffenstraße 3                                     | 24. November 2007 | Käthe Stern geb. Blumenthal             | 1903               | Am 26. Februar 1943 deportiert, ermordet in Auschwitz |      |
| Kurfürstenstraße 61                                       | 9. Juli 2012      | Clara Gottschalk geb. Baum              | 1901               | 1941 deportiert, ermordet in Riga |      |
| Kurfürstenstraße 61                                       | 9. Juli 2012      | Jakob Gottschalk                        | 1901               | 1941 deportiert, ermordet in Riga |      |
| Kurfürstenstraße 61                                       | 9. Juli 2012      | Renate Gottschalk                       | 1924               | 1941 deportiert, ermordet in Riga |      |
| Kurfürstenstraße 61                                       | 9. Juli 2012      | Siegfried Gottschalk                    | 1928               | 1941 deportiert, ermordet in Riga |      |
| Löhrstraße 28                                             | 27. August 2011   | Hellmut Ramler                          | 1931               | 1938 abgeschoben, in Bentschen ermordet |      |
| Löhrstraße 28                                             | 27. August 2011   | Manfred Ramler                          | 1926               | 1938 abgeschoben, in Bentschen ermordet |      |
| Löhrstraße 28                                             | 27. August 2011   | Markus Ramler                           | 1899               | 1938 abgeschoben, in Bentschen ermordet |      |
| Löhrstraße 28                                             | 27. August 2011   | Paula Ramler geb. Kruk                  | 1900               | 1938 abgeschoben, in Bentschen ermordet |      |
| Mainzer Straße 10                                         | 27. Januar 2007   | Erna Treidel geb. Hecht                 | 2. Januar 1892     | Am 16. Juni 1943 deportiert nach Theresienstadt, am 15. Oktober 1944 verschleppt nach Auschwitz und dort ermordet |      |
| Mainzer Straße 10                                         | 27. Januar 2007   | Isidor Treidel                          | 1887               | Am 16. Juni 1943 deportiert nach Theresienstadt, am 15. Oktober 1944 verschleppt nach Auschwitz und dort ermordet |      |
| Marktstraße 5                                             | 24. November 2007 | Olga Daniel                             |                    | |      |
| Marktstraße 5                                             | 24. November 2007 | Simon Daniel                            |                    | |      |
| Moselweißer Straße 32                                     | 24. November 2007 | Anna Speckhahn geb. Blank               | 13. Dezember 1883  | Denunziert, am 10. Dezember 1943 deportiert nach Ravensbrück, gestorben am 4. Februar 1944 |      |
| Neugasse 22                                               | 30. August 2013   | Johann Dötsch                           |                    | |      |
| Neustadt 23                                               | 20. Januar 2009   | Richard Christ                          | 24. März 1898      | Am 28. Februar 1933 als KPD-Mitglied durch die Koblenzer Polizei festgenommen, danach in der SS-Kaserne am Schlossplatz misshandelt, Mitte August 1933 nach Esterwegen verschleppt, am 1. April 1934 wieder entlassen, Flucht nach Frankreich, 1935 stirbt er in Toulouse an den Folgen der Misshandlungen                                                                                     |      |
| Pfarrer-Kraus-Straße 105                                  | 25. Mai 2010      | Jeanette Settchen Michel geb. Kahn      | 1872               | 1942 deportiert in das KZ Theresienstadt, am 25. März 1942 gestorben |      |
| Pfuhlgasse 6                                              | 27. Januar 2007   | Karl Heinz Spiegel                      | 23. August 1902    | Am 26. November 1942 in Hadamar eingewiesen, dort am 16. Dezember 1942 ermordet |      |
| Rizzastraße 22                                            | 27. Januar 2007   | Jenny Kahn geb. Salomon                 | 1888               | 1942 deportiert nach Izbica, ermordet in Sobibor |      |
| Rizzastraße 22                                            | 27. Januar 2007   | Wilhelm Kahn                            | 1879               | 1942 deportiert nach Izbica, ermordet in Sobibor |      |
| Rizzastraße 27                                            | 12. März 2016     | Kurt Cohn                               | 1915               | 'Schutzhaft' 1938, Dachau, Flucht 1938, Australien |      |
| Rizzastraße 27                                            | 12. März 2016     | Selma Cohn                              | 1888               | Deportiert 1942, Izbica, ermordet |      |
| Rizzastraße 27                                            | 12. März 2016     | Siegfried Cohn                          | 1876               | Deportiert 1942, Izbica, ermordet |      |
| Rizzastraße 27                                            | 12. März 2016     | Walter Joseph Cohn (Walter Joseph Cole) | 1910               | Flucht 1938, USA |      |
| Rizzastraße 27                                            | 12. März 2016     | Anneliese Fröhlich, geb. Cohn           | 1923               | Deportiert 1941, Łodz/Litzmannstadt, ermordet 8.5.1942, Chelmno/Kulmhof |      |
| Rizzastraße 27                                            | 12. März 2016     | Robert Fröhlich                         | 1902               | Deportiert 1941, Łodz/Litzmannstadt, ermordet |      |
| Rizzastraße 40                                            | 24. November 2007 | Emma Brasch geb. May                    | 1867               | Am 18. August 1942 nach Theresienstadt deportiert, am 23. September 1942 in Treblinka ermordet |      |
| Rizzastraße 40                                            | 24. November 2007 | Ernst Brasch                            | 1891               | Entrechtet und gedemütigt, Flucht nach Frankfurt, dort am 21. Oktober 1941 Selbstmord |      |
| Rizzastraße 40                                            | 24. November 2007 | Ilse Erika Brasch                       | 1936               | 1936 Flucht nach Amsterdam/Holland, interniert in Westerbork, am 3. Februar 1943 nach Auschwitz deportiert und zwei Tage später ermordet |      |
| Rizzastraße 40                                            | 24. November 2007 | Irma Brasch geb. Silber                 | 1908               | 1936 Flucht nach Amsterdam/Holland, interniert in Westerbork, am 25. Januar 1944 nach Auschwitz deportiert und drei Tage später ermordet |      |
| Rizzastraße 40                                            | 24. November 2007 | Jean-Pierre Brasch                      | 1933               | 1936 Flucht nach Amsterdam/Holland, interniert in Westerbork, am 3. Februar 1943 nach Auschwitz deportiert und zwei Tage später ermordet |      |
| Rizzastraße 40                                            | 24. November 2007 | Walter Brasch                           | 1896               | 1936 Flucht nach Amsterdam/Holland, interniert in Westerbork, am 3. Februar 1943 nach Auschwitz deportiert und zwei Tage später ermordet |      |
| Roonstraße 5                                              | 20. Januar 2009   | Pater Albert Maring                     | 6. April 1883      | Denunziert und drangsaliert, im Februar 1941 festgenommen und nach Sachsenhausen verschleppt, am 19. Juni 1942 nach Dachau deportiert, dort am 8. April 1943 an Entkräftung gestorben |      |
| Roonstraße 6                                              | 30. August 2013   | Adolf Duckwitz                          |                    | |      |
| Salierstraße 115                                          | 24. November 2007 | Alois Gass                              | 16. Dezember 1923  | Am 14. Oktober 1940 in die Erziehungs- und Pflegeanstalt Scheuern eingeliefert, am 1. Juli 1941 in der Tötungsanstalt Hadamar vergast |      |
| Schenkendorfstraße 14                                     | 27. August 2011   | Alfred Schlochauer                      |                    | |      |
| Schenkendorfstraße 33                                     | 8. Dezember 2017  | Wilhelm Hübinger                        | 1904               | verhaftet 1939 wg. „Arbeitsverweigerung“, 1940 Sachsenhausen, Neuengamme; 1941 Dachau, Buchenwald; ermordet am 26. April 1942 |      |
| Schloßstraße 1                                            | 25. Mai 2010      | Nathan Ackermann                        | 1938               | 1942 deportiert nach Izbica, ermordet in Majdanek |      |
| Schloßstraße 1                                            | 27. August 2011   | Rita Alexander                          |                    | |      |
| Schloßstraße 1                                            | 25. Mai 2010      | Egon Berlin                             | 1928               | 1940 Flucht nach Frankreich, dort 1944 im Widerstand, am 9. Juli 1944 in Pamier/Frankreich erschossen |      |
| Schloßstraße 1                                            | 25. Mai 2010      | Rolf Eschenheimer                       | 26. Juni 1927      | 1941 deportiert, ermordet in Minsk |      |
| Schloßstraße 1                                            | 27. August 2011   | Bela Forst                              |                    | |      |
| Schloßstraße 1                                            | 20. Januar 2009   | Karl Lichtenstein                       | 1869               | 1942 deportiert, am 19. September 1942 in Maly Trostinez ermordet |      |
| Schloßstraße 1                                            | 25. Mai 2010      | Richard Reich                           | 1889               | Flucht nach Belgien, überlebte unter einem Decknamen in Brüssel |      |
| Schloßstraße 1                                            | 25. Mai 2010      | Klinik Dr. Reich                        | -                  | Viele hier geborene Kinder wurde deportiert und ermordet |      |
| Schloßstraße 1                                            | 25. Mai 2010      | Egon Stotzky                            | 1931               | Flucht nach Frankreich, interniert im Sammellager Drancy, 1942 deportiert, in Auschwitz ermordet |      |
| Schloßstraße 1                                            | 25. Mai 2010      | Herbert Stotzky                         | 1932               | Flucht nach Frankreich, interniert im Sammellager Drancy, 1942 deportiert, in Auschwitz ermordet |      |
| Schloßstraße 1                                            | 25. Mai 2010      | Doris Thalheimer                        | 1929               | 1938 Flucht nach Holland, 1943 aus Westerbork nach Auschwitz deportiert und am 10. September 1943 ermordet |      |
| Südallee 2                                                | 30. August 2013   | Paul Kolf                               |                    | |      |
| Trierer Straße 97                                         | 27. Januar 2007   | Andreas Hoevel                          | 24. Februar 1900   | Am 30. November 1941 verhaftet, am 28. August 1942 in Frankfurt hingerichtet |      |
| Trierer Straße 97                                         | 27. Januar 2007   | Anneliese Hoevel geb. Fiedler           | 3. Oktober 1898    | Am 30. November 1941 verhaftet, am 28. August 1942 in Frankfurt hingerichtet |      |
| Trierer Straße 234                                        | 25. Mai 2010      | Julius Marx                             |                    | |      |
| Trierer Straße 234                                        | 25. Mai 2010      | Rosa Marx                               |                    | |      |
| Trierer Straße 248                                        | 13. November 2014 | Johann Reiner                           | 1886               | 1945 im Gestapo-Gefängnis Kleine Festung Theresienstadt inhaftiert, dort am 26. April 1945 hingerichtet |      |
| Trierer Straße 316 (gegenüber)                            | 12. März 2016     | Karl Siegler                            |                    | |      |
| Weißer Gasse 27                                           | 30. August 2013   | Walter Hübinger                         |                    | |      |
| Weißer Gasse 28                                           | 27. August 2011   | Ernst Albert Wolff                      | 1921               | 1942 deportiert nach Izbica, ermordet in Majdanek |      |
| Zentralplatz (Clemensstraße/Viktoriastraße)               | 13. November 2014 | Ernst Kaufmann                          |                    | Am 22. März 1942 deportiert nach Izbica |      |
| Zentralplatz (Clemensstraße/Viktoriastraße)               | 13. November 2014 | Hans Jakob Kaufmann                     |                    | Am 22. März 1942 deportiert nach Izbica |      |
| Zentralplatz (Clemensstraße/Viktoriastraße)               | 13. November 2014 | Hedwig Kaufmann geb. Abraham            |                    | Am 22. März 1942 deportiert nach Izbica |      |
| Zentralplatz (Clemensstraße/Viktoriastraße)               | 13. November 2014 | Hermann Kaufmann                        |                    | Am 22. März 1942 deportiert nach Izbica |      |